# Agave ×ajoensis
Agave ×ajoensis ist eine Arthybride aus der Gattung der Agaven (Agave). Ihrer Hybrideltern sind Agave deserti var. simplex und Agave schottii var. schottii.

## Beschreibung
Agave ×ajoensis wächst solitär oder formt Gruppen mit einer Wuchshöhe von 19 bis 40 cm und einem Durchmesser von 25 bis 45 cm. Die linealisch bis lanzettenförmigen, steifen, variabel angeordneten, grünen gestreiften Blätter sind 16 bis 34 cm lang und 1,5 bis 3 cm breit. Die Blattränder sind nahe der Basis unregelmäßig gezahnt. Der rotbraune Enddorn ist 1,5 bis 2,5 cm lang.
Der etwas ährenförmige, traubige bis rispige Blütenstand wird 2,5 bis 3,5 m hoch. Die gelben Blüten sind 32 bis 53 mm lang und erscheinen in großen Büscheln am oberen Teil des Blütenstandes an unregelmäßig angeordneten, lockeren Verzweigungen. Die Blütenröhre ist 6 bis 16 mm lang.
Die elliptischen, dreikammerigen Kapselfrüchte sind 12 bis 21 mm lang und bis 10 mm breit.
Die Blütezeit reicht von Juni bis Juli.
Agave ×ajoensis ist triploid. Ihre Chromosomenzahl ist {\displaystyle 2n=90}. Agave deserti var. simplex wächst in dem gleichen Gebiet und ist diploid. Die Chromosomenzahl ist {\displaystyle 2n=60}. Agave schottii var. schottii ist tetraploid mit {\displaystyle 2n=120} Chromosomen.

## Systematik und Verbreitung
Agave ×ajoensis wächst endemisch in Arizona in den Vereinigten Staaten an steinigen Hängen, in Wüstenbüschen und im Grasland in 900 bis 1050 m Höhe. Er gilt als selten, nur wenige Pflanzen wachsen in einem geografisch isolierten Gebiet in den Ajo Mountains im Pima County.
Die Erstbeschreibung durch Wendy C. Hodgson ist 2001 veröffentlicht worden.